# Юр Панас Романович
Панас Романович Юр (31 травня 1905, село Масківці, тепер Броварського району Київської області — жовтень 1984) — український радянський журналіст та партійний діяч, відповідальний редактор львівських обласних газет «Львовская правда» та «Вільна Україна», секретар Львівського обласного комітету КПУ. Депутат Львівської обласної ради кількох скликань.

## Життєпис
Народився в бідній селянській родині. У 1923 році закінчив педагогічний технікум.
З 1923 року працював вчителем у сільських школах Бориспільського району Київщини, був вчителем єдиної трудової школи містечка Борисполя.
Закінчив Київський інститут народної освіти.
Після закінчення інституту вчителював, працював політінспектором. З 1931 до 1932 року — працівник редакції бориспільської районної газети Київщини.
У 1932—1936 роках — в редакції київської міської газети «Більшовик».
У 1936—1938 роках — в редакції журналу «Соціалістична культура» в Києві.
У 1938—1941 роках — в редакції республіканської газети «Советская Украина» в Києві.
Член ВКП(б) з 1940 року.
З листопада 1941 до жовтня 1943 року — в Червоній армії, учасник німецько-радянської війни. Служив у політичному відділі 37-ї армії, був відповідальним редактором газети «Герой Родины» політичного відділу 46-ї армії, працював в редакції фронтової газети.
З жовтня 1943 до грудня 1944 (офіційно до лютого 1946) року — завідувач сільськогосподарського відділу республіканської газети «Советская Украина» (з січня 1944 року — «Правда Украины») в Харкові.
У грудні 1944 — 1946 року — відповідальний редактор закарпатської обласної газети «Закарпатська правда».
У лютому 1946 — вересні 1947 року — перший відповідальний редактор львівської обласної газети «Львовская правда».
У 1947—1950 роках — слухач Вищої партійної школи при ЦК ВКП(б).
У 1950—1955 роках — відповідальний редактор львівської обласної газети «Вільна Україна».
29 вересня 1955 — 23 січня 1957 року — секретар Львівського обласного комітету КПУ з питань ідеології.
На 1961 — січень 1966 року — голова Львівського обласного комітету з радіомовлення та телебачення. Член Спілки журналістів СРСР.
З січня 1966 року — персональний пенсіонер союзного значення. Помер на початку жовтня 1984 року.

## Звання
- майор

## Нагороди
- орден Червоної Зірки (23.08.1945)
- ордени
- медаль «За оборону Кавказу»
- медаль «За перемогу над Німеччиною у Великій Вітчизняній війні 1941—1945 рр.» (1945)
- медалі